# الصلح الدامي (كتاب)
كتاب الصلح الدامي سيرة الإمام الحسن المجتبى والأحداث التي جرت مع معاوية من تاليف علي نظري منفرد
طبع في دار الرسول الاكرم صلى الله عليه واله في بيروت عام 2008
يقع الكتاب في مقدمة وخاتمة وخمسة عشر فصلا
الفصل الأول : اهل البيت عليهم السلام في القرآن والأحاديث النبوية
الفصل الثاني : الإمام الحسن في طفولته
الفصل الثالث : إمامة الإمام الحسن
الفصل الرابع : بنو أمية
الفصل الخامس : صلح الإمام الحسن دراسة وتحليل
الفصل السادس : الأحداث التي جرت بعد الصلح
الفصل السابع : حواريو الإمام الحسن
الفصل الثامن : عودة الإمام الحسن إلى المدينة
الفصل التاسع : مناظرات الإمام الحسن
الفصل العاشر : الإمام الحسن في نظر الآخرين
الفصل الحادي عشر : منزلة ومكانة الإمام الحسن
الفصل الثاني عشر : خصائص الإمام الحسن
الفصل الثالث عشر : زوجات وأبناء الإمام الحسن
الفصل الرابع عشر : شهادة الإمام الحسن
الفصل الخامس عشر : الأحداث المهمة في عصر الإمام الحسن

المصدر.
1. ↑  [كتاب الصلح الدامي تاليف علي نظري منفرد].